# Сцены из жизни духовенства
«Сцены из жизни духовенства» или «Сцены из клерикальной жизни» (англ. Scenes of Clerical Life) — цикл ранних произведений английской писательницы Джордж Элиот, включающий три повести. В 1857 году они были опубликованы в журнале Blackwood’s Magazine, в 1858 году увидели свет в виде отдельного двухтомного издания. Это были первые произведения, подписанные псевдонимом Джордж Элиот. Их основой стали впечатления, связанные с детством и юностью писательницы, проведёнными в английской провинции. «Сцены» получили высокие оценки критиков.

## Содержание
Невзгоды его преподобия Амоса Бартона (англ. The Sad Fortunes of the Rev. Amos Barton)
Герой этой повести — викарий в английской деревне Шеппертон, столкнувшийся с антипатией прихожан. Отношение к нему меняется в лучшую сторону, когда умирает от истощения его жена Милли.
Любовь мистера Гильфиля (англ. Mr Gilfil's Love Story)
Мейнард Гильфиль у Элиот — предшественник Бартона в качестве пастора в Шеппертоне. Он влюбляется в Катерину Сэстри, удочерённую местным помещиком сэром Кристофером Чиверелом, но девушку покоряет наследник Чиверелов Энтони Уиброу. Позже Уиброу находит богатую невесту. Гильфилю удаётся помочь Сэстри оправиться от потрясения, он женится на девушке, но спустя несколько месяцев она умирает.
Исповедь Джанет (англ. Janet's Repentance)
Главный герой этой повести — ещё один священник, Эдгар Трайн, приехавший в промышленный город Милби и пытающийся улучшить местные грубые нравы. Его главным противником становится юрист Демпстер. Жена Демпстера, страдающая из-за грубого обращения и пристрастившаяся к спиртному, под влиянием Трайна бросает пить. Демпстер погибает из-за несчастного случая, Трайн умирает от чахотки. Джанет Демпстер после этого решает посвятить свою жизнь помощи другим людям.

## Оценки
Реакция на журнальную публикацию повестей была неоднозначной. Известно, что Уильям Теккерей дипломатично уклонился от оценок, а друг издателя Уильяма Блэквуда У. Г. Хэмли высказался негативно. «Невзгоды его преподобия Амоса Бартона» встревожили многих людей, заподозривших, что они являются прототипами отдельных героев; автору пришлось даже просить прощения у викария Джона Гвитера, в котором можно было заметить определённое сходство с Бартоном.
Когда «Сцены из жизни духовенства» увидели свет в виде отдельного двухтомника, они получили высокую оценку критиков. Джордж Элиот хвалили за «религиозность без ханжества и нетерпимости», за «знание человеческого сердца», за то, что авторский вымысел основан на глубоком понимании действительности. Появилось множество гипотез о том, кто скрывается под псевдонимом. Из-за особенностей сюжета многие решили, что автор — сельский священник, и появился даже один самозванец из духовного сословия. Чарльз Диккенс направил Элиот письмо, в котором «выразил своё восхищение исключительными достоинствами» повестей и одним из первых предположил, что автор — женщина.
Оценивая повести ретроспективно, литературоведы отмечают, что стиль и авторская манера Джордж Элиот находятся здесь ещё в стадии становления. Чувствуется определённая неловкость при обращении с накопленным материалом, заметны тенденции к морализаторству. При этом писательнице уже удаётся создать цельную картину жизни конкретного провинциального городка.
Критики отмечают, что «Сцены из жизни духовенства» показывают священников «в человеческом, а вовсе не в теологическом аспекте»: религия как таковая не играет заметную роль в повествовании, священнослужители изображены как обычные люди, со своими радостями и горестями. Джордж Элиот уже в этих ранних повестях «следует своей главной эстетической задаче — расширять образ человеческого сочувствия». По мнению литературоведа Н. Шамардиной, герои «Сцен» особенно близки Примрозу из «Векфильдского священника» Оливера Голдсмита. Позже в том же духе была изображена Дайна Моррис, одна из героинь романа Элиот «Адам Бид».

## Адаптации
По мотивам повести «Любовь мистера Гильфиля» в 1920 году был снят немой фильм. Его режиссировал Альберт Виктор Брамбл, главные роли сыграли Роберт Хендерсон Бланд и Мари Одетт.